# Thrákie

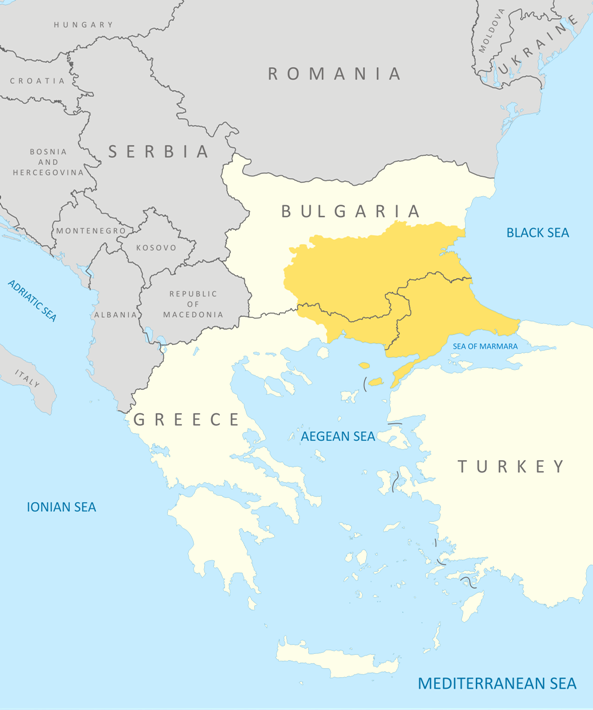
Moderní hranice Thrákie v Bulharsku, Řecku a Turecku

Thrákie (bulharsky: Тракия Trakija, řecky: Θράκη Thrákē, latinsky: Thrace nebo také Threce, turecky: Trakya) je rozsáhlé historické území nacházející se na východě Balkánského poloostrova. Dnes se tento region rozkládá na území tří států: Bulharska, Řecka a Turecka. 
Thrákie je omývána vodami tří moří: Černého, Egejského a Marmarského. Její osou je řeka Evros (Marica), která od roku 1923 tvoří na dolním toku hranici mezi Řeckem a Tureckem. Na souši je vymezena pohořími Stara Planina na severu a Rodopy na západě. V Turecku se toto území rovněž nazývá (Východní) Rumélie. 
Starověká Thrákie (tedy území obývané thráckými kmeny) byla podstatně větší, zasahovala také do současného severního Bulharska, části Rumunska a východních částí Srbska a Severní Makedonie.

## V dobách starověku
Podle řecké mytologie byli Thrákové potomky svého bájného předka jménem Thrax, který byl synem boha války Aréa. Thrákové jsou zmiňováni v Homérově eposu Ilias jako spojenci Trójanů. Podle Homéra se Thrákie táhla od řeky Axios na západě až k Helléspontu a Černému moři na východě. Podobně staří Řekové nazývali Thrákií veškeré území mezi Řeckem a Skýthií.
Podle starověkých zdrojů, které ale informacemi o Thrákii příliš neoplývaly, byly horské regiony této země domovem bojovných a divokých kmenů, zatímco obyvatelé rovinatých krajů dávali, také v důsledku úzkých kontaktů s Řeky, přednost klidnějšímu způsobu života.
Tento indoevropský národ, pokládaný svými řeckými sousedy za barbarský a primitivní, vyvinul pokročilé formy umělecké výroby, řemesel a věnoval se také hudbě a poezii. Thrákové roztříštění v řadu drobných, vzájemně soupeřících království a kmenů nikdy nedosáhli jakékoliv formy národní a politické jednoty. Výjimku představovala pouze krátkodobá existence odryského království na přelomu 5. a 4. století př. n. l. Podobně jako u Keltů a jiných barbarských kmenů, žila většina lidí v prostých, opevněných vesnicích na vrcholcích kopců. Třebaže se v Thrákii až do počátku římské nadvlády nedokázala prosadit klasická středomořská městská civilizace, existovala zde řada větších pevností, které sloužily rovněž jako regionální obchodní centra. Nicméně, i přes vznik řady řeckých kolonií na pobřeží Thrákie (například Byzantion, Apollónia nebo Abdéra), se Thrákové usazování ve městech spíše bránili.
Thrákové sice byli již od raných dob vystaveni silnému kulturnímu vlivu Helénů, přesto si dokázali ještě po mnohá staletí udržet vlastní jazyk a kulturní svébytnost. Kulturní působení mezi oběma národy ovšem probíhalo oboustranně, jak ostatně dokládá převzetí několika thráckých bohů a také mytické postavy Orfea Helény. Navzdory tomu Řekové pohlíželi na Thráky jako na pouhé barbary a to nejen proto, že jejich jazyk byl zcela odlišný od řečtiny.
První řecké kolonie v Thrákii byly založeny zhruba v 7. století př. n. l. Řekové zde narazili na bohatá ložiska zlata a stříbra. Zhruba od této doby byli proslulí thráčtí žoldnéři najímáni řeckými městskými státy.

### Říše Odrysů, makedonská dominance

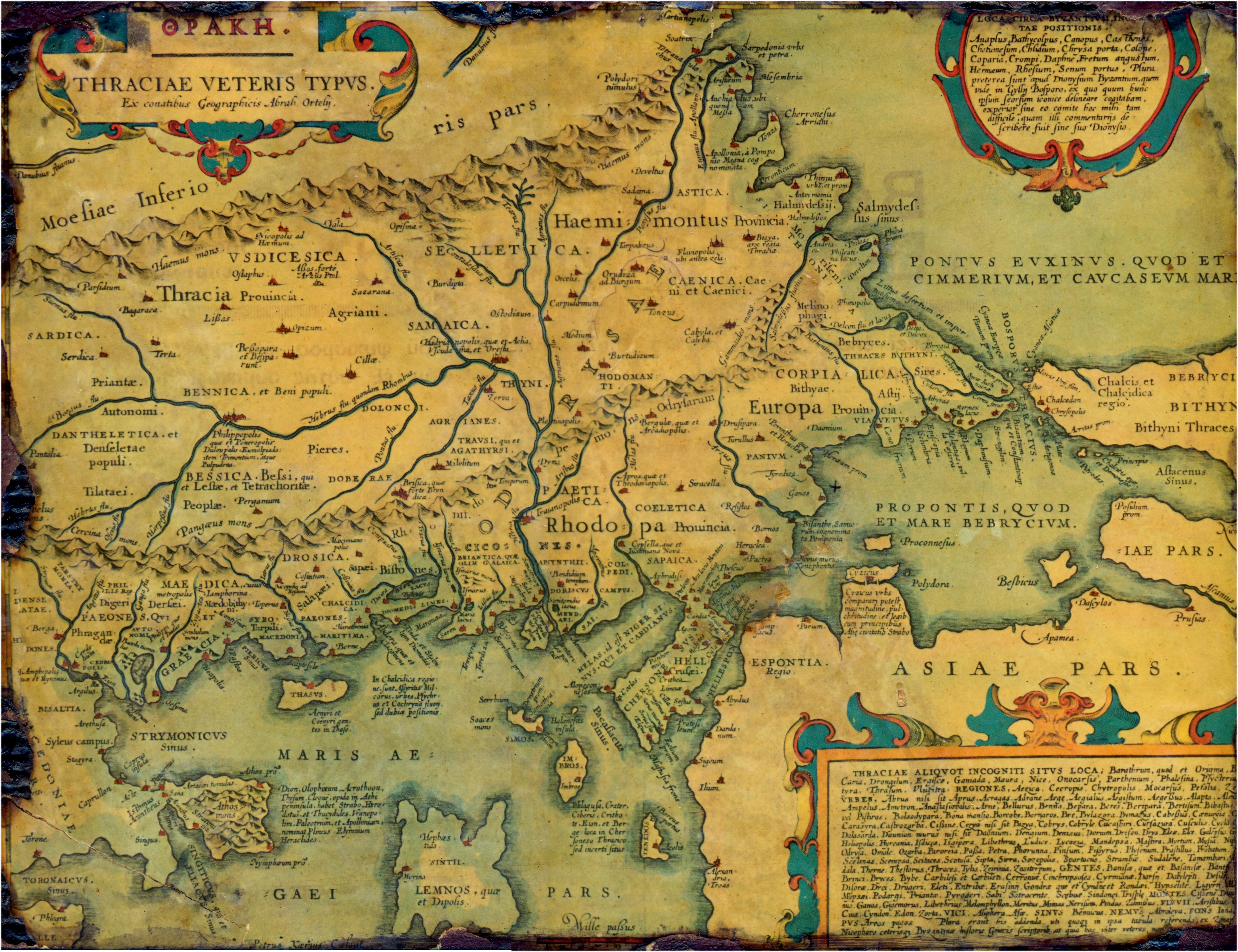
Historická mapa Thrákie

Thrákie a Odryské království za vlády Sitalkese c. 431–424 př. n. l., ukazující území několika thráckých kmenů.

Thrákie jižně od Dunaje (s výjimkou země Bessů) byla téměř půl století ovládána perskou říší za krále Dareia I., který podnikl do této země vojenské tažení někdy v roce 512 př. n. l. V období po ústupu Peršanů a před vzestupem Makedonců byla Thrákie rozdělena do tří částí. Zřejmě po polovině 5. století př. n. l. vznikl pravděpodobně v důsledku řecko-perských válek první thrácký stát – říše Odrysů. V peloponéské válce bojovali Odrysové jako spojenci Athén. Thrácké poleis se staly členy attického námořního spolku. Z počátku 4. století př. n. l. je známo jméno krále Kothyse I. Jeho syn Kersobleptes, vládce východní Thrákie, usiloval rozšířit svoji moc nad ostatní thrácké kmeny. Dal také razit bronzové mince a udržoval přátelské vztahy s makedonským králem Filipem II. Když se však Kersobleptes otevřeně připojil na stranu Athéňanů, vytáhl Filip v čele vojska do Thrákie a zajal Kersobleptova syna.
V roce 351 př. n. l. dobyl Filip II. Makedonský západní oblasti Thrákie a učinil z nich součást své říše. O deset let později si podmanil i zbytek země. Po Filipově zavraždění Thrákové v roce 335 př. n. l. povstali, avšak Filipův syn a nástupce Alexandr Makedonský je svým rozhodným zásahem opět přinutil k poslušnosti. Thráčtí žoldnéři se dokonce účastnili Alexandrova slavného tažení proti Persii. Po Alexandrově smrti založil makedonský vojevůdce Lýsimachos v Thrákii vlastní království. Jeho říše se ale rozpadla záhy po jeho smrti, kdy do Thrákie vpadli Keltové vytlačení z Řecka a Makedonie. Jedna jejich část zde pobývala až do konce 3. století př. n. l. Většina odsud pokračovala dále do Malé Asie, kde vytvořila království nazývané Galatie.
Během makedonských válek ve 2. století př. n. l. se Thrákie dostala poprvé do kontaktu s Římany. Porážka Makedonie ukončila období makedonského vlivu v Thrákii. Moci se od tohoto okamžiku ujali opět místní náčelníci. Andriskos, který v roce 149 př. n. l. vedl povstání Makedonců proti římské nadvládě, získal silnou podporu právě od Thráků, kteří se obávali rostoucí moci Římanů. Po mnoho dalších let pokračovaly některé kmeny v útocích proti římským legiím v Makedonii, ačkoliv jiné, jako třeba Bessové, se raději dobrovolně staly spojenci Římanů.

### Nadvláda Římanů

Římská říše kolem roku 125 n. l., červeně zvýrazněna provincie Thrákie

Dalších zhruba 150 let Thrákie pozvolna upadala do závislosti na Římu. Vůdčí postavení mezi Thráky si v této době vymohl náčelník jménem Rhaskuporis, který zasáhl i do římských občanských válek, když se postavil nejprve na stranu Pompeia a poté Caesara a později podporoval vůdce republikánů proti Marcu Antoniovi a Octavianovi. Ovšem pak byl Rhaskuporis zavražděn svým nástupcem a země se propadla do roky trvajících vnitřních rozbrojů doprovázených vzájemným vyvražďováním členů vládnoucí dynastie. S podporou římských císařů přebíraly vládu nad zemí různé frakce. Teprve poté, co krále Rhoimetalka III. zavraždila jeho vlastní žena, byla v roce 46 Thrákie připojena Claudiem jako provincie k římské říši.
Římská správa, v čele s místodržitelem s titulem procuratora, sídlila ve městě Perinthos, nicméně většina území provincie byla spravována vojenským velitelem podléhajícím místodržiteli. Absence velkých městských center činila obtíže při správě provincie. Avšak postupné zakládání kolonií a výstavba silnic přispěly k pozvolnému hospodářskému rozkvětu Thrákie v době římské vlády. Romanizace však v této zemi nezapustila silné kořeny, naopak předpokládá se, že většina Thráků byla v této době helenizována.
Římská moc v Thrákii se opírala hlavně o legie umístěné v Moesii. Díky převážně zemědělskému charakteru Thrákie dodávala tato provincie říši množství statných vojáků. V dalších staletích byla Thrákie vystavena stále častěji se opakujícím útokům migrujících germánských kmenů. Mezi významná města náležela kromě již zmiňovaného Byzantia (dnešní Istanbul) a Perinthu (Marmara Ereğli), také Serdica (Sofie), Philippopolis (Plovdiv) a Adrianopolis (Edirne).

## Středověká a novověká historie
V důsledku prohlubujícího se úpadku římské říše se Thrákie v průběhu 5. století vymkla římské kontrole. Ta se na dalších bezmála 1000 let změnila v bitevní pole. Útoky Gótů a Hunů ve 4. a 5. století vystřídaly o sto let později vpády Avarů a Slovanů, kteří tuto zemi z velké části kolonizovali a značně tak pozměnili její demografický a společenský charakter. Dědic římské moci na Balkáně, byzantská říše, si udržela kontrolu nad Thrákií až do počátku 9. století, kdy většina jejího území připadla Bulharům. Byzantinci získali vládu nad Thrákií zpět na konci 10. století, přesto již o 200 let později ji znovu pozbyli ve prospěch obnoveného bulharského carství. Během 13. a první poloviny 14. století představovala Thrákie předmět sváru mezi oběma státy. V roce 1265 byla oblast postižena vpádem mongolské Zlaté hordy, vedené chánem Nogajem. V roce 1352 podnikli osmanští Turci svůj první vpád do Thrákie a v průběhu pouhých dvaceti let si tuto zemi úplně podmanili. Jejich vláda přetrvala dalších pět století.
V roce 1878 se oblast severní Thrákie stala autonomní osmanskou provincií Východní Rumelie, která se o sedm let později spojila s Bulharskem. Zbytek Thrákie byl rozdělen mezi Bulharsko, Řecko a Turecko po skončení série konfliktů na počátku 20. století (balkánské války, první světová válka, řecko-turecká válka). Thrácká identita je dodnes silně rozšířená především mezi obyvatelstvem v příslušných oblastech Řecka a Bulharska.